# 奥井隆
奥井 隆（おくい たかし、1948年 - ）は、日本の実業家。株式会社奥井海生堂代表取締役社長、四代目当主、敦賀商工会議所会頭、一般社団法人軽井沢日仏協会会長。

## 人物・経歴
1948年生まれ。1967年、福井県立敦賀高等学校卒業。1971年3月、立教大学経済学部卒業。同年、奥井海生堂入社。三代目奥井重雄のもとで修行。1995年、同社代表取締役社長に就任。
奥井海生堂は創業明治4年の福井県敦賀市に本社を構える高級昆布専門店。明治中頃より曹洞宗の大本山永平寺、大本山總持寺の御昆布司を務める。大正から昭和の初めにかけては、北大路魯山人が主宰する星岡茶寮を始め、京都の高級料亭との取引が開始され、代々京都の料理人たちに高級昆布を納めている。

奥井は料理人との深い付き合いに加えて、昆布の産地である北海道にも足しげく通い、浜の様子や昆布の状況など、情報収集を行ない、昆布漁師との交流にも務めている。
敦賀商工会議所会頭、敦賀市・北陸新幹線まちづくり推進会議会長、福井県公安委員会委員（元公安委員長）、一般社団法人和食文化国民会議理事、一般社団法人福井ガストロノミー協会会長、公益財団法人福井県文化振興事業団理事、一般社団法人軽井沢日仏協会会長などの公職を務める。
2006年9月には、内閣府のジャパンブランド推進委員会よりパリに招聘され、現地で日本文化会館で昆布の講演を行うなど、日本の食文化の普及活動にも務めている。NPO法人日本料理アカデミー会員、社団法人日本昆布協会会員。
2023年、文化庁長官表彰。

## 主な著作
- 日経プレミアシリーズ『昆布と日本人』日本経済新聞出版社 2012年12月1日